# 1139 dans les croisades
Cette page regroupe les évènements concernant les Croisades qui sont survenus en 1139 : 
- décembre : Foulques d'Anjou, roi de Jérusalem empêche l'émir Zengi de s'emparer de Damas[1].